# Moneta variabilis
Moneta variabilis là một loài nhện trong họ Theridiidae.
Loài này thuộc chi Moneta. Moneta variabilis được William Joseph Rainbow miêu tả năm 1920.